# 岡本大亮
岡本 大亮（おかもと だいすけ、1995年3月29日 - ）は、山口県出身のハンドボール選手。日本ハンドボールリーグのトヨタ車体所属。

## 経歴
中部大学時代は2014年の全日本学生ハンドボール選手権大会（インカレ）で特別賞を受賞。
2015年は第20回男子ジュニア世界選手権の日本代表U-21に選出された。
2016年は第23回世界学生選手権の日本代表U-24に選ばれた。
2017年に日本ハンドボールリーグのトヨタ車体へ加入。6月には第5回東アジアU-22ハンドボール選手権の日本代表に選ばれた。
2018年は7月に第24回世界学生選手権の日本代表U-24に選出された。

## 詳細情報

### 年度別成績
| 年       | チーム     | 試合 | FS 阻止 | 率   | 7m 阻止 | 率   |
| -------- | ---------- | ---- | ------- | ---- | ------- | ---- |
| 2017-18  | トヨタ車体 | 16   | 60/124  | .484 | 7/21    | .333 |
| 2018-19  | トヨタ車体 | 15   | 72/155  | .465 | 3/31    | .097 |
| JHL：2年 | JHL：2年   | 31   | 132/279 | .473 | 10/52   | .192 |

### 背番号
- 1 (2017年 - )
- 16(2021年 - )

## 代表歴

### 日本代表U-24
- 世界学生選手権 (2016年・2018年)

### 日本代表U-22
- U-22東アジア選手権 (2017年)

### 日本代表U-21
- ジュニア世界選手権 (2015年)